# Saison 2010 de l'équipe cycliste Saur-Sojasun
La saison 2010 de l'équipe cycliste Sojasun est la deuxième de l'équipe dirigée par Stéphane Heulot. En tant qu'équipe continentale professionnelle, elle peut participer aux différentes courses des circuits continentaux de cyclisme. Elle est admissible aux épreuves du Calendrier mondial UCI sur invitations des organisateurs des courses. L'équipe Saur-Sojasun termine la saison à la vingt-septième place du classement mondial, c'est la dixième équipe continentale professionnelle de ce classement, à la deuxième place de l'UCI Europe Tour et à la cinquante-septième place de l'UCI Asia Tour, et a gagné 26 courses du calendrier international de l'UCI. Jimmy Casper, avec 7 succès, est le principal contributeur de ces résultats. Jérôme Coppel est classé 14e de l'UCI Europe Tour.

## Préparation de la saison 2010

### Arrivées et départs
| Arrivées           | Équipe 2009           |
| ------------------ | --------------------- |
| Jérôme Coppel      | La Française des Jeux |
| Anthony Delaplace  | Super Sport 35-ACNC   |
| Jonathan Hivert    | Skil-Shimano          |
| Sébastien Joly     | La Française des Jeux |
| Cyril Lemoine      | Skil-Shimano          |
| Guillaume Levarlet | La Française des Jeux |
| Rony Martias       | BBox Bouygues Telecom |
| Stéphane Poulhiès  | AG2R La Mondiale      |

| Départs         | Équipe 2010 |
| --------------- | ----------- |
| Florian Morizot |             |
| Benoît Sinner   | Bonnat 91   |

## Coureurs et encadrement technique

### Effectif
| Cycliste           | Date de naissance | Nationalité | Équipe 2009           |
| ------------------ | ----------------- | ----------- | --------------------- |
| Cyril Bessy        | 29 mai 1986       | France      | Saur-Sojasun          |
| Jimmy Casper       | 28 mai 1978       | France      | Saur-Sojasun          |
| Jérôme Coppel      | 6 août 1986       | France      | La Française des Jeux |
| Cédric Coutouly    | 16 janvier 1980   | France      | Saur-Sojasun          |
| Anthony Delaplace  | 11 septembre 1989 | France      | Super Sport 35-ACNC   |
| Jimmy Engoulvent   | 7 décembre 1979   | France      | Saur-Sojasun          |
| Jérémie Galland    | 8 avril 1983      | France      | Saur-Sojasun          |
| Jonathan Hivert    | 23 mars 1985      | France      | Skil-Shimano          |
| Fabrice Jeandesboz | 4 décembre 1984   | France      | Saur-Sojasun          |
| Sébastien Joly     | 25 juin 1979      | France      | La Française des Jeux |
| Cyril Lemoine      | 3 mars 1983       | France      | Skil-Shimano          |
| Guillaume Levarlet | 25 juillet 1985   | France      | La Française des Jeux |
| Laurent Mangel     | 22 mai 1981       | France      | Saur-Sojasun          |
| Jean-Marc Marino   | 15 août 1983      | France      | Saur-Sojasun          |
| Rony Martias       | 4 août 1980       | France      | BBox Bouygues Telecom |
| Romain Mathéou     | 8 novembre 1988   | France      | Saur-Sojasun          |
| Stéphane Poulhiès  | 26 juin 1985      | France      | AG2R La Mondiale      |
| Julien Simon       | 4 octobre 1985    | France      | Saur-Sojasun          |
| Yannick Talabardon | 6 juillet 1981    | France      | Saur-Sojasun          |
| Stagiaire          | Date de naissance | Nationalité | Équipe 2010           |
| Christophe Laborie | 5 août 1986       | France      | Sojasun espoir-ACNC   |
| Paul Poux          | 9 juillet 1984    | France      | Sojasun espoir-ACNC   |
| Étienne Tortelier  | 14 avril 1990     | France      | Sojasun espoir-ACNC   |

## Bilan de la saison

### Victoires
| Date       | Course                                                      | Pays       | Classe | Vainqueur          |
| ---------- | ----------------------------------------------------------- | ---------- | ------ | ------------------ |
| 31/01/2010 | Grand Prix d'ouverture La Marseillaise                      | France     | 1.1    | Jonathan Hivert    |
| 14/02/2010 | 1re étape du Tour d'Oman                                    | Oman       | 2.1    | Jimmy Casper       |
| 20/03/2010 | Classic Loire-Atlantique                                    | France     | 1.2    | Laurent Mangel     |
| 24/03/2010 | 4e étape du Tour de Normandie                               | France     | 2.2    | Jimmy Casper       |
| 13/05/2010 | 1re étape du Rhône-Alpes Isère Tour                         | France     | 2.2    | Jérôme Coppel      |
| 16/05/2010 | Classement général du Rhône-Alpes Isère Tour                | France     | 2.2    | Jérôme Coppel      |
| 16/05/2010 | 3e étape du Tour de Picardie                                | France     | 2.1    | Jimmy Casper       |
| 28/05/2010 | 3e étape du Tour de Belgique                                | Belgique   | 2.HC   | Jimmy Casper       |
| 02/06/2010 | Prologue du Tour de Luxembourg                              | Luxembourg | 2.HC   | Jimmy Engoulvent   |
| 13/06/2010 | Val d'Ille U Classic 35                                     | France     | 1.2    | Jimmy Casper       |
| 17/06/2010 | Prologue des Boucles de la Mayenne                          | France     | 2.2    | Jimmy Engoulvent   |
| 18/06/2010 | 1re étape des Boucles de la Mayenne                         | France     | 2.2    | Laurent Mangel     |
| 20/06/2010 | Classement général des Boucles de la Mayenne                | France     | 2.2    | Jérémie Galland    |
| 27/07/2010 | 4e étape du Tour de Wallonie                                | Belgique   | 2.HC   | Laurent Mangel     |
| 28/07/2010 | 1re étape du Tour Alsace                                    | France     | 2.2    | Cyril Bessy        |
| 04/08/2010 | Prologue du Tour du Portugal                                | Portugal   | 2.HC   | Jimmy Engoulvent   |
| 07/08/2010 | 3e étape du Tour du Portugal                                | Portugal   | 2.HC   | Jimmy Casper       |
| 11/08/2010 | 1re étape du Tour de l'Ain                                  | France     | 2.1    | Stéphane Poulhiès  |
| 17/08/2010 | 1re étape du Tour du Limousin                               | France     | 2.1    | Jérémie Galland    |
| 26/08/2010 | 3e étape du Tour du Poitou-Charentes                        | France     | 2.1    | Jimmy Engoulvent   |
| 27/08/2010 | 5e étape du Tour du Poitou-Charentes                        | France     | 2.1    | Jimmy Casper       |
| 27/08/2010 | Classement général du Tour du Poitou-Charentes              | France     | 2.1    | Jimmy Engoulvent   |
| 05/09/2010 | Tour du Doubs                                               | France     | 1.1    | Jérôme Coppel      |
| 25/09/2010 | 1re étape du Tour du Gévaudan Languedoc-Roussillon          | France     | 2.2    | Guillaume Levarlet |
| 26/09/2010 | 2e étape du Tour du Gévaudan Languedoc-Roussillon           | France     | 2.2    | Jérôme Coppel      |
| 26/09/2010 | Classement général du Tour du Gévaudan Languedoc-Roussillon | France     | 2.2    | Jérôme Coppel      |

### Résultats sur les courses majeures
Les tableaux suivants représentent les résultats de l'équipe dans les principales courses du calendrier international dans lesquelles l'équipe bénéficie d'une invitation (une des cinq classiques majeures). Pour chaque épreuve est indiqué le meilleur coureur de l'équipe, son classement ainsi que les accessits glanés par Saur-Sojasun sur les courses de trois semaines.

#### Classiques
| Classique            | Milan-San Remo | Tour des Flandres | Paris-Roubaix       | Liège-Bastogne-Liège | Tour de Lombardie |
| -------------------- | -------------- | ----------------- | ------------------- | -------------------- | ----------------- |
| Coureur (classement) | Non invitée    | Non invitée       | Cyril Lemoine (55e) | Non invitée          | Non invitée       |

#### Grands tours
| Grand tour           | Tour d'Italie | Tour de France | Tour d'Espagne |
| -------------------- | ------------- | -------------- | -------------- |
| Coureur (classement) | Non invitée   | Non invitée    | Non invitée    |
| Accessits            | -             | -              | -              |

### Classements UCI

#### Calendrier mondial UCI
L'équipe Saur-Sojasun termine à la vingt-septième place du Calendrier mondial avec 63 points. Ce total est obtenu par l'addition des points des cinq meilleurs coureurs de l'équipe au classement individuel, cependant seuls deux coureurs sont classés que sont Jérôme Coppel, 78e avec 61 points, et Jérémie Galland, 237e avec 2 points,. Les points de l'équipe ont été acquis lors des 4 épreuves auxquelles Saur-Sojasun a pris part, sur les 26 que comprend le Calendrier mondial.
| Rang | Coureur         | Points |
| ---- | --------------- | ------ |
| 78   | Jérôme Coppel   | 61     |
| 237  | Jérémie Galland | 2      |

#### UCI Asia Tour
L'équipe Saur-Sojasun termine à la cinquante-septième place de l'Asia Tour avec 6,8 points. Ce total est obtenu par l'addition des points des huit meilleurs coureurs de l'équipe au classement individuel, cependant seul sept coureurs sont classés,.
| Rang | Coureur          | Points |
| ---- | ---------------- | ------ |
| 297  | Jimmy Casper     | 4,4    |
| 345  | Cyril Lemoine    | 0,4    |
| 345  | Laurent Mangel   | 0,4    |
| 345  | Cédric Coutouly  | 0,4    |
| 345  | Rony Martias     | 0,4    |
| 345  | Jimmy Engoulvent | 0,4    |
| 345  | Romain Mathéou   | 0,4    |

#### UCI Europe Tour
L'équipe Saur-Sojasun termine à la deuxième place de l'Europe Tour avec 1 564 points. Ce total est obtenu par l'addition des points des huit meilleurs coureurs de l'équipe au classement individuel,.
| Rang | Coureur            | Points |
| ---- | ------------------ | ------ |
| 14   | Jérôme Coppel      | 315    |
| 36   | Jimmy Casper       | 219    |
| 37   | Jonathan Hivert    | 218    |
| 53   | Laurent Mangel     | 193    |
| 57   | Jimmy Engoulvent   | 190    |
| 59   | Jérémie Galland    | 189    |
| 81   | Julien Simon       | 155    |
| 164  | Guillaume Levarlet | 85     |
| 235  | Rony Martias       | 64     |
| 322  | Cyril Lemoine      | 48     |
| 345  | Cyril Bessy        | 44     |
| 368  | Stéphane Poulhiès  | 41     |
| 390  | Yannick Talabardon | 40     |
| 447  | Anthony Delaplace  | 32     |
| 483  | Fabrice Jeandesboz | 29     |
| 523  | Romain Mathéou     | 24     |
| 679  | Jean-Marc Marino   | 15     |